# محرمانگی آماری
حریم خصوصی تفاضلی راهکاری برای به اشتراک گذاری همگانی اطلاعات (پایگاه‌داده‌ها) بر اساس توصیف الگوی کلی داده‌های آن، بدون نقض حریم خصوصی اطلاعاتِ رکوردهای موجود در آن پایگاه‌داده‌است.
حریم خصوصی تفاضلی بر این اصل استوار است که اگر تأثیر یک رکورد در پایگاه‌داده به اندازه کافی کوچک باشد، نمی‌توان از نتیجهٔ جستجو در پایگاه‌داده، اطلاعات رکوردها (مثلاً نمرهٔ دانش‌آموز خاصی را) استنتاج کرد و بنابراین حریم خصوصی را نقض نمی‌کند. روش دیگر برای توصیف حریم خصوصی تفاضلی، محدودیت در الگوریتمهای مورد استفاده برای پردازش و انتشار اطلاعات یک پایگاه‌داده آماری است که ممکن است نتایج آن منجر به افشای اطلاعات خصوصی افراد یا سوابق آنها که اطلاعات آنها در پایگاه‌داده موجود است، بشود. بعنوان مثال، الگوریتمهای حریم خصوصی تفاضلی توسط برخی از سازمانهای دولتی برای انتشار اطلاعات دموگرافیک یا نتایج سرشماری استفاده می‌شوند به طوری که از محرمانه بودن پاسخها و اطلاعات افراد شرکت‌کننده در نظرسنجی/سرشماری (حتی برای تحلیلگران داخل سازمانها) اطمینان حاصل می‌شود.
به‌طور کلی یک الگوریتم حریم خصوصی تفاضلی دارد اگر ناظری که خروجی آن را می‌بیند، نتواند تشخیص دهد که آیا از اطلاعات فرد خاصی در محاسبه استفاده شده‌است. حریم خصوصی تفاضلی اغلب در زمینه شناسایی افرادی که ممکن است اطلاعات آنها در یک پایگاه داده باشد مورد بحث قرار می‌گیرد. اگرچه به‌طور مستقیم به حملات شناسایی و شناسایی مجدد اشاره نمی‌شود، الگوریتم‌های متفاوت خصوصی احتمالاً در برابر چنین حملاتی مقاومت می‌کنند.
حریم خصوصی تفاضلی توسط رمزنگاران ایجاد شده و بنابراین اغلب با علوم رمزنگاری ارتباط تنگاتنگی دارد.